# Hypothymis
A Hypothymis a madarak osztályának verébalakúak (Passeriformes) rendjébe és a császárlégykapó-félék (Monarchidae) családjába tartozó nem.

## Rendszerezésük
A nemet Friedrich Boie német ornitológus és ügyvéd írta le 1826-ban, az alábbi fajok tartoznak ide:
- lazúrkék császárlégykapó (Hypothymis azurea)
- halványkék császárlégykapó (Hypothymis puella)[1] vagy Hypothymis azurea puella[2]
- rövidbóbitás császárlégykapó (Hypothymis helenae)
- égkék császárlégykapó (Hypothymis coelestis)